# Kesiel
Kesiel románul: Valea Cășielului, falu Romániában, Erdélyben, Kolozs megyében.

## Fekvése
Pecsétszeg közelében fekvő település.

## Története
Kesiel(Valea Cășielului) korábban Pecsétszeg (Chiuieşti) része volt. 1956 körül vált külön településsé 77 lakossal.
1966-ban 96, 0977-ben 78, 0992-ben 84, a 2002-es népszámláláskor 92 román lakosa volt.